# Бульдозер (Marvel Comics)
Бульдозер (англ. Bulldozer) — суперзлодей американских комиксов издательства Marvel Comics, созданный сценаристом Леном Уэйном и художником Сэл Бьюсемой, который впервые появился в комиксе The Defenders #17 (ноябрь, 1974). 
В тюрьме Генри Кэмп (англ. Henry Camp) познакомился с Громобоем и Забивальщиком, а также с Крушителем, который поделился с ними своей силой с помощью зачарованного лома, после чего все четверо сформировали команду Крушители, одну из старейших команд суперзлодеев. В отличие от своих товарищей, Бульдозер не обладает зачарованным оружем, однако носит специальный шлем, который использует как таран. В дальнейшем стали наёмниками и противостояли таким супергероям, как Халк, Мстители, Защитники, Люди Икс, Человек-паук, Фантастическая четвёрка и отряд Омега. Также Крушители оказывали содействие таким командам суперзлодеев, как Громовержцы и Повелители Зла.
С момента своего первого появления в комиксах персонаж фигурировал в других медиа по мотивам продукции Marvel Comics, включая мультсериалы и видеоигры.

## Вне комиксов

### Телевидение
- Впервые на телевидении Бульдозер появляется в мультсериале «Супергеройский отряд» (2009) в эпизоде «Сверхлюдям свойственно ошибаться!», где его озвучил Роджер Роуз[9].
- Джеймс С. Матис III озвучил Бульдозера в мультсериале «Мстители: Величайшие герои Земли» (2010)[9].
- В мультсериале «Великий Человек-паук» (2012) Бульдозера озвучил Кевин Майкл Ричардсон[9].
- Трэвис Уиллингхэм озвучил Бульдозера в мультсериале «Мстители, общий сбор!» (2013)[9].
- В мультсериале «Халк и агенты У.Д.А.Р.» (2013) Бульдозера озвучил Бен Дискин[9].
- В аниме «Мстители: Дисковые войны» (2014) Бульдозера озвучил Тосицугу Такасино[9].

#### Кинематографическая вселенная Marvel
Бульдозер появляется в сериале «Женщина-Халк: Адвокат» (2022), действие которого разворачивается в рамках «Кинематографической вселенной Marvel». Помимо членства в Крушителях он также состоит в рядах Интеллигенции. В отличие от комиксов здесь Бульдозер использует асгардский шлем. По словам режиссёра Кэт Койро, в сцене нападения на Дженнифер «исполняется желание любой женщины на свете», когда героиня даёт отпор напавшим на неё преступникам в тёмном переулке. 

### Видеоигры
- Бульдозер является одним из мини-боссов игры Spider-Man (1995) для Sega Genesis.
- В игре Marvel: Ultimate Alliance (2006) Бульдозер и другие члены его команды сражаются с протагонистами на одном из уровней. Также является сольным боссом Мистера Фантастика. В игре его озвучил Джеймс Арнольд Тэйлор[9].
- Бульдозер — один из боссов игры Marvel Avengers Alliance (2012) для Facebook.